# Antofagasta (region)
Region Antofagasta je jedním z chilských regionů. Sousedí na severu s regionem Tarapacá, na jihu s regionem Atacama. Na východě je ohraničen státní hranicí s Argentinou a Bolívií, na západě Pacifikem. Zabírá 16,67 % (druhý největší region) rozlohy celého Chile a žije zde 3,36 % chilské populace. Velkou část regionu zabírá poušť Atacama. Správním centrem regionu je Antofagasta.

## Administrativní dělení regionu
Region se dále dělí na 3 provincie a 9 komun.
| \| Provincie \| Komuna \| \| --------------------- \| ---------------------- \| \| Provincie Antofagasta \| 1 Antofagasta \| \| Provincie Antofagasta \| 2 Mejillones \| \| Provincie Antofagasta \| 3 Sierra Gorda \| \| Provincie Antofagasta \| 4 Taltal \| \| Provincie El Loa \| 5 Calama \| \| Provincie El Loa \| 6 Ollagüe \| \| Provincie El Loa \| 7 San Pedro de Atacama \| \| Provincie Tocopilla \| 8 María Elena \| \| Provincie Tocopilla \| 9 Tocopilla \| |                        |
| Provincie | Komuna                 |
| Provincie Antofagasta | 1 Antofagasta          |
| Provincie Antofagasta | 2 Mejillones           |
| Provincie Antofagasta | 3 Sierra Gorda         |
| Provincie Antofagasta | 4 Taltal               |
| Provincie El Loa | 5 Calama               |
| Provincie El Loa | 6 Ollagüe              |
| Provincie El Loa | 7 San Pedro de Atacama |
| Provincie Tocopilla | 8 María Elena          |
| Provincie Tocopilla | 9 Tocopilla            |

## Fotogalerie

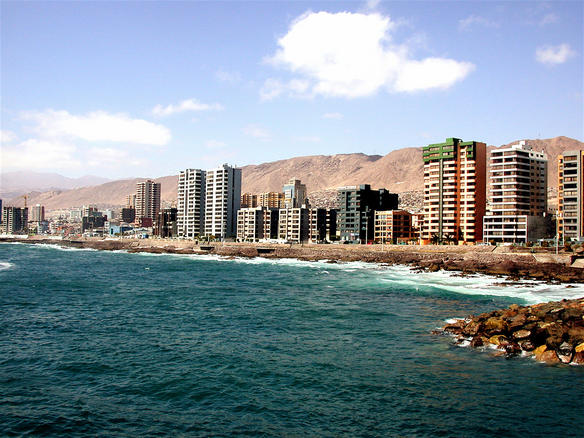
Město Antofagasta
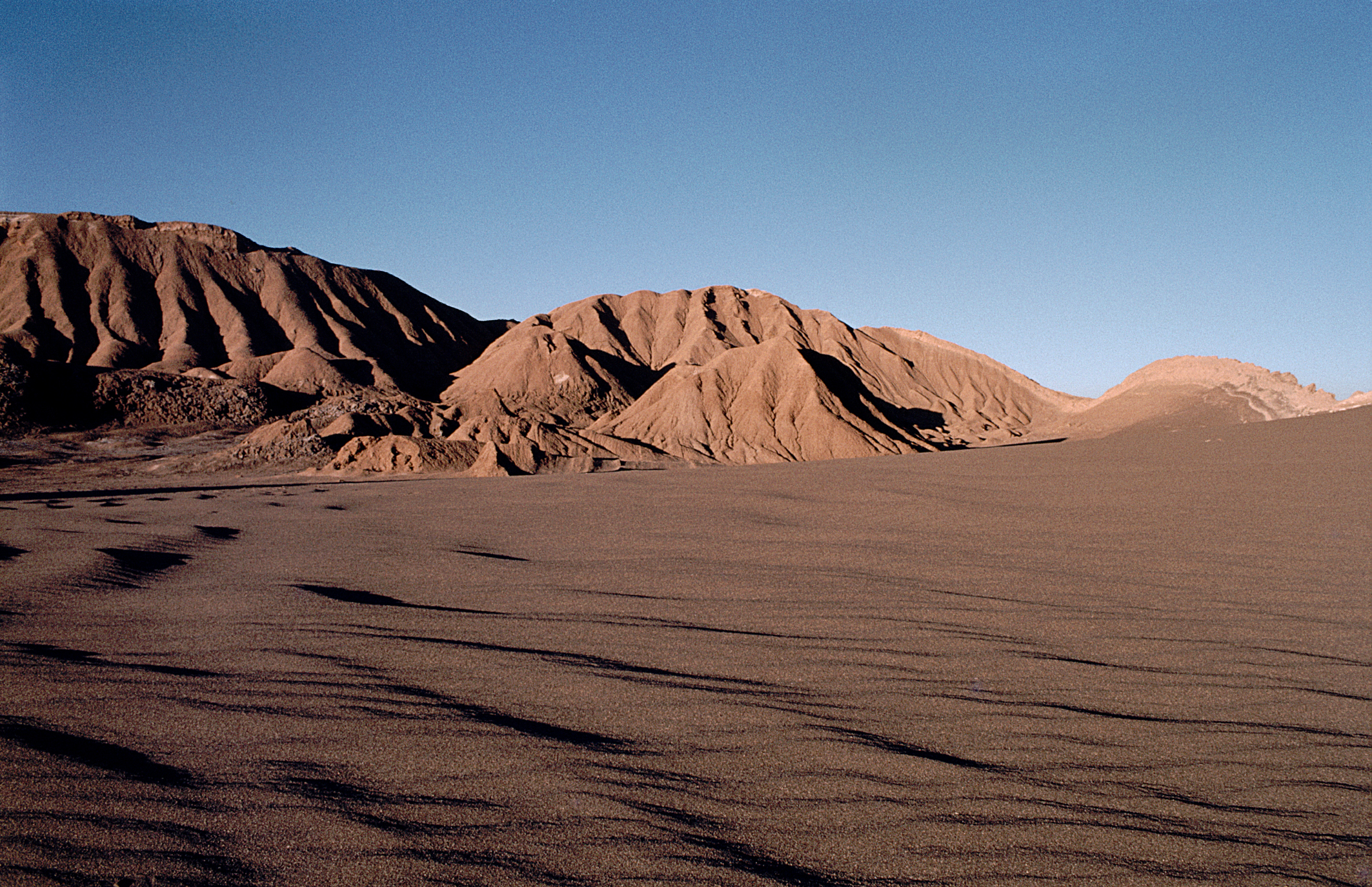
Krajina zdejší pouště
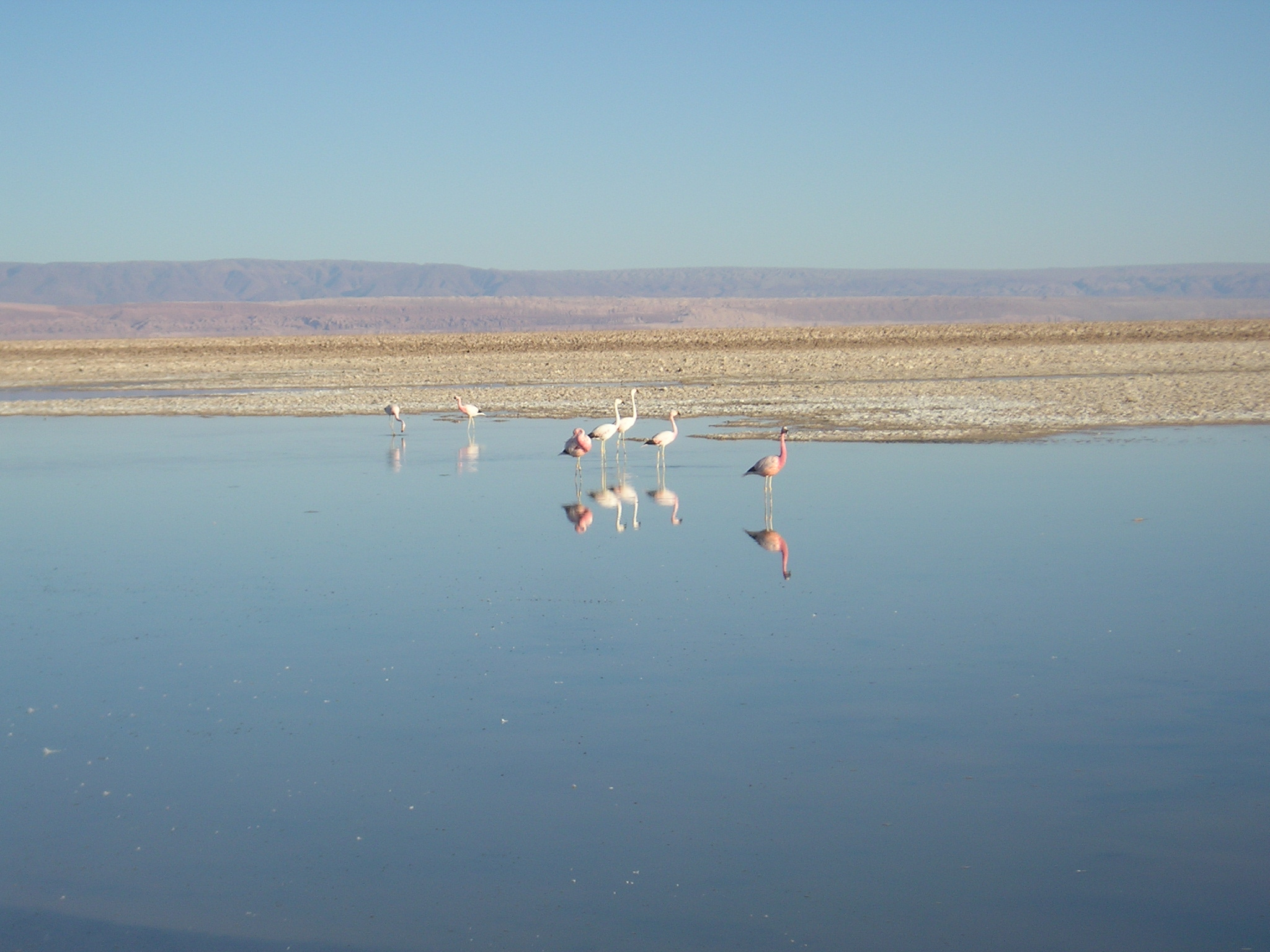
Salar de Atacama
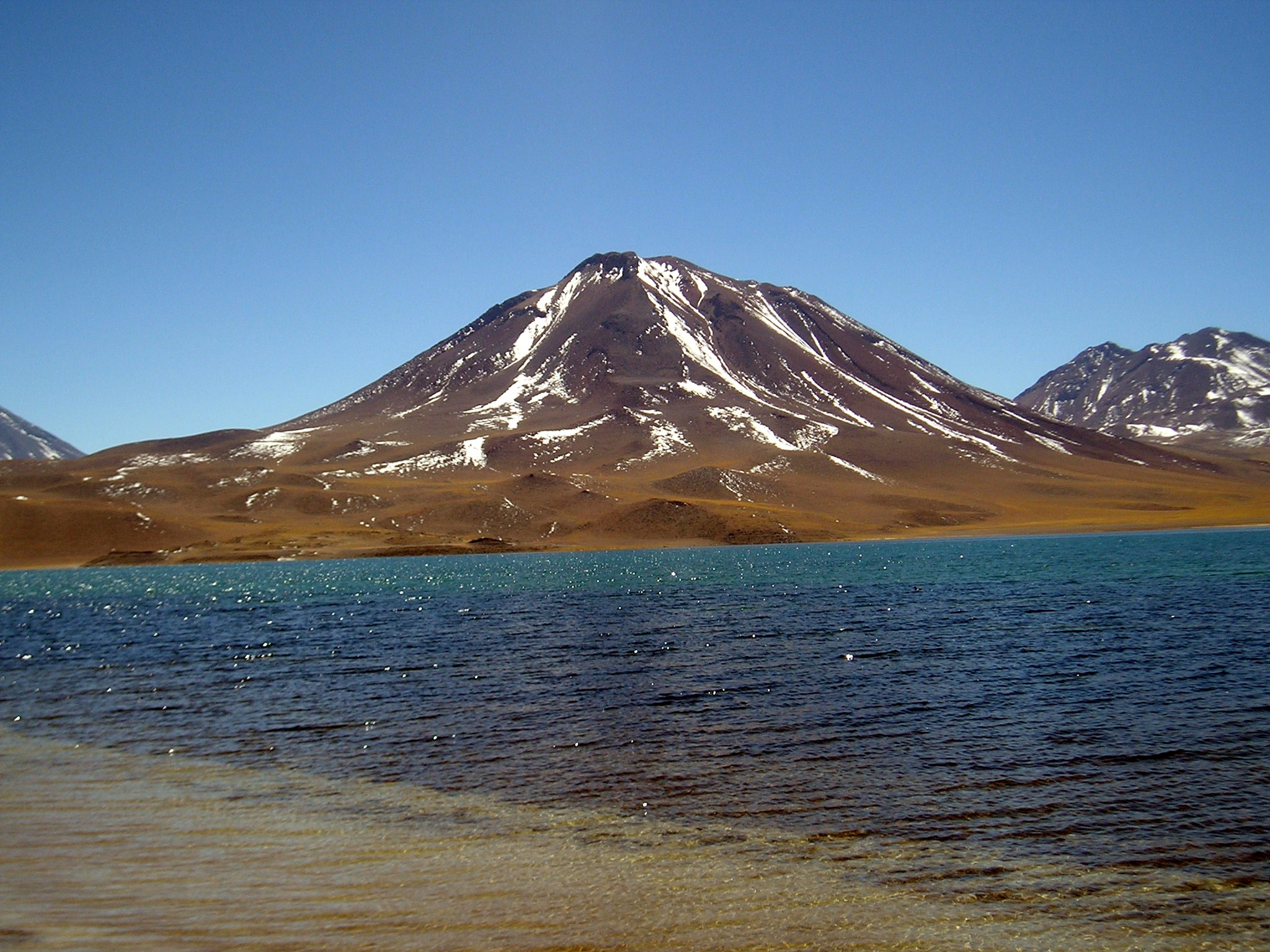
Cerro Miscanti